# Campionati europei di ciclismo su strada 2012 - Cronometro maschile Under-23
La cronometro maschile Under-23 dei Campionati europei di ciclismo su strada 2012 si è svolta il 10 agosto 2012 a Goes, nei Paesi Bassi, per un percorso di 24,9 km. La gara è stata vinta dal danese Rasmus Christian Quaade, che ha terminato la gara in 28'59", alla media di 49,663 km/h.

## Classifica (Top 10)
| Pos. | Corridore           | Squadra     | Tempo   |
| ---- | ------------------- | ----------- | ------- |
| 1    | Rasmus Quaade       | Danimarca   | 28'59"  |
| 2    | Bob Jungels         | Lussemburgo | a 23"   |
| 3    | Oleksandr Holovaš   | Ucraina     | a 32"   |
| 4    | Anton Vorob'ëv      | Russia      | a 38"   |
| 5    | Marlen Zmorka       | Ucraina     | a 38"   |
| 6    | Yoann Paillot       | Francia     | a 40"   |
| 7    | Rasmus Sterobo      | Danimarca   | a 52"   |
| 8    | Jasper Hamelink     | Paesi Bassi | a 1'07" |
| 9    | Jakub Novák         | Rep. Ceca   | a 1'09" |
| 10   | Lasse Norman Hansen | Danimarca   | a 1'10" |